# 亞克利奇
51°32′14″N 32°35′14″E / 51.53722°N 32.58722°E
亞克利奇（烏克蘭語：Якличі），是烏克蘭北部的村莊，隸屬切爾尼希夫州的科留基夫卡區。該村面積0.7平方公里，海拔高度119米，2001年人口159，人口密度每平方公里227.1人。